# Fresh (Raspberries)
| Recensione       | Giudizio |
| ---------------- | -------- |
| AllMusic         | [ 2 ]    |
| Robert Christgau | B-       |

Fresh è il secondo album discografico del gruppo rock statunitense Raspberries, pubblicato dalla casa discografica Capitol Records nel novembre del 1972.

## Tracce

### LP
Lato A (ST 1-11123)
1. I Wanna Be with You (Voce solista: Eric Carmen) – 3:05 (Eric Carmen)
2. Goin' Nowhere Tonight (Voce solista: David Smalley) – 2:30 (David Smalley, Eric Carmen)
3. Let's Pretend (Voce solista: Eric Carmen) – 3:42 (Eric Carmen)
4. Every Way I Can (Voce solista: David Smalley) – 2:44 (David Smalley)
5. I Reach for the Light (Voce solista: Eric Carmen) – 4:01 (Eric Carmen)

Lato B (ST 2-11123)
1. Nobody Knows (Voce solista: Eric Carmen) – 2:19 (Eric Carmen, David Smalley)
2. It Seemed so Easy (Voce solista: David Smalley) – 3:53 (David Smalley, Eric Carmen)
3. Might as Well (Voce solista: Wally Bryson) – 2:25 (Wally Bryson)
4. If You Change Your Mind (Voce solista: Eric Carmen) – 3:59 (Eric Carmen)
5. Drivin' Around (Voce solista: Eric Carmen) – 3:03 (Eric Carmen, David Smalley)

## Formazione
- Eric Carmen - chitarra ritmica, piano, voce
- David Smalley - basso, voce
- Wally Bryson - chitarra solista, voce
- Jim Bonfanti - batteria, cori

Ospite
- Jimmy Ienner - voce basso (brano: Drivin' Around)

Note aggiuntive
- Jimmy Ienner - produttore (con la C.A.M. Productions)
- Registrazioni effettuate al Record Plant di New York
- Shelly Yakus - ingegnere delle registrazioni
- Dennis "The Fly" Ferrante - assistente ingegnere delle registrazioni
- Mastering effettuato da George Marino al Cutting Room
- John Hoernle - art direction copertina album
- Roy Kohara - design copertina album
- John Kamen - foto copertina album[4]

## Classifica
Album
| Anno | Classifica    | Posizione raggiunta |
| ---- | ------------- | ------------------- |
| 1973 | Billboard 200 | 36                  |

Singoli
| Anno | Titolo del brano    | Classifica        | Posizione raggiunta |
| ---- | ------------------- | ----------------- | ------------------- |
| 1973 | I Wanna Be with You | Billboard Hot 100 | 16                  |
| 1973 | Let's Pretend       | Billboard Hot 100 | 35                  |